# Miles Chamley-Watson
Miles Cleveland Chamley-Watson (* 3. Dezember 1989 in London, Vereinigtes Königreich) ist ein US-amerikanischer Florettfechter.

## Erfolge
Miles Chamley-Watson erzielte auf kontinentaler Ebene zahlreiche Erfolge. Neunmal wurde er Panamerikameister mit der Mannschaft. Im Einzel gelang ihm der Titelgewinn dagegen nicht, sein bestes Resultat war ein zweiter Platz 2010. Zudem sicherte er sich 2011 in Guadalajara und 2015 in Toronto jeweils die Goldmedaille mit der Mannschaft. Bei Weltmeisterschaften gewann er mit dieser 2013, 2017 und 2018 jeweils Silber. 2019 gelang in Budapest schließlich der Titelgewinn. Im Einzel wurde er 2013 nach einem 15:6-Finalerfolg über Artur Achmatchusin Weltmeister.
Zweimal nahm Chamley-Watson an Olympischen Spielen teil. 2012 belegte er in London den 25. Rang, mit der Mannschaft verpasste er knapp ein Medaillengewinn. Im Halbfinale unterlagen die Vereinigten Staaten Italien mit 24:45, im anschließenden Gefecht um Bronze setzte sich Deutschland mit 45:27 gegen die US-Amerikaner durch. Bei den Spielen in Rio de Janeiro erreichte er im Einzel den 19. Platz. Mit der Mannschaft, zu der neben Chamley-Watson noch Gerek Meinhardt, Alexander Massialas und Race Imboden gehörten, schied er erneut im Halbfinale aus, dieses Mal gegen Russland mit 41:45. Im Gefecht um Bronze blieb sie dagegen siegreich, sie gewann mit 45:31 gegen Italien.
Von 2008 bis 2012 studierte er Sportmanagement an der Pennsylvania State University, für die er auch im College Fechten aktiv war.